# اضطهاد اليهود خلال فترة الموت الأسود

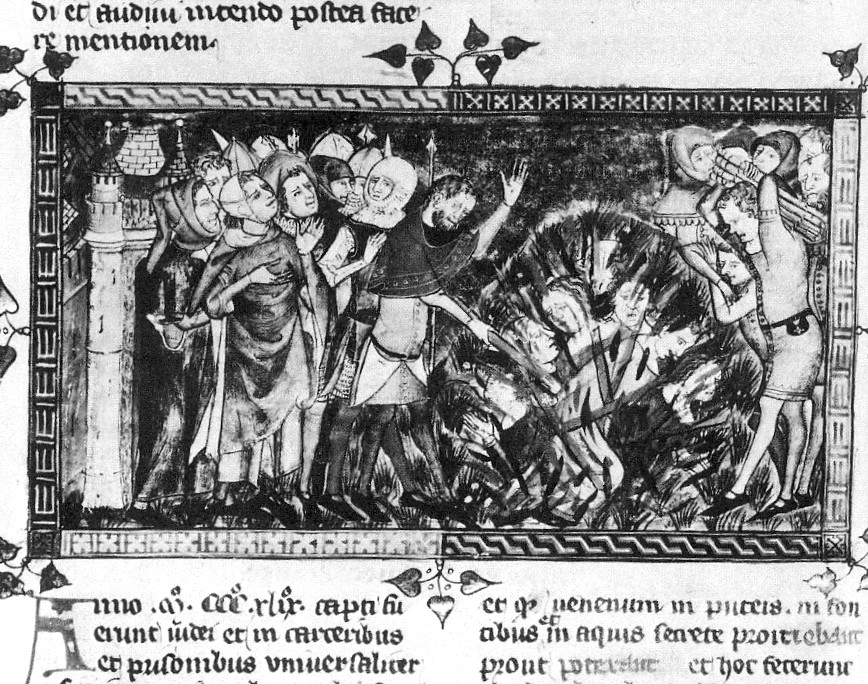
تجسيد للمذبحة التي تعرض لها اليهود في عام 1349 في فلاندريا القديمة (المكتبة الملكية البلجيكية، المخطوطة رقم 1376/77).

تمثل اضطهاد اليهود خلال فترة الموت الأسود بسلسلة من الهجمات العنيفة التي استهدفت المجتمعات اليهودية بعد اتهامها زورًا بالتسبب بتفشي الموت الأسود (وباء الطاعون) في القارة الأوروبية في الفترة بين عامي 1348 و 1351.

## تاريخ الاضطهاد
في تلك الفترة، تبنت الكنيسة سياسة حماية اليهود بشكل رسمي، وذلك لأن المسيح كان يهوديًا. بالمقابل، وعلى أرض الواقع، غالبًا ما كان اليهود عرضة لمشاعر الكره من قبل المسيحيين. مع انتشار مرض الطاعون في جميع أنحاء أوروبا في منتصف القرن الرابع عشر، وما نتج عنه من القضاء على ما يقارب نصف سكان القارة، بدأ الناس بالبحث عن تفسير للمرض، إلا أن فهمهم للأسباب العلمية وراء تفشي الوباء كان محدودًا للغاية.
غالبًا ما كان اليهود، في تلك الفترة، بعتبرون كبش فداء، إذ انتشرت شائعات حول تحملهم مسؤولية تفشي الوباء من خلال تسميمهم الآبار بشكل متعمد. يعتقد الكثيرون أن السبب وراء إطلاق هذه الاتهامات يعود لتأثر أتباع الديانة اليهودية بالوباء بدرجة أقل من غيرهم، إذ اختار العديد منهم الامتناع عن استخدام الآبار المشتركة في البلدات والمدن. أُجبر بعض اليهود، تحت التعذيب، على الاعتراف بتسميمهم الآبار.
وقعت أولى المذابح المرتبطة بانتشار الطاعون الأسود في شهر أبريل من عام 1348 في مدينة تولون الواقعة في منطقة بروفنس الفرنسية، حيث تعرض الحي اليهودي للنهب، وقتل أربعون يهوديًا داخل منازلهم؛ ووقعت المذبحة الثانية في مدينة برشلونة بإسبانيا. في عام 1349، انتشرت مذابح اليهود في مختلف أرجاء القارة الأوروبية، بما في ذلك مجزرة إيرفورت ومجزرة بازل، إضافة لمجازر مملكة أرغون ومجازر كونتية فلانديرز. أُحرق، في 14 فبراير 1349، 2000 يهوديًا أحياءً في مذبحة « يوم القديس فالنتين» في مدينة ستراتسبورغ الفرنسية التي لم يكن مرض الطاعون قد وصل إليها بعد. بعد فترة وجيزة من افتعال المحرقة (لم تكن كافية لاندثار رماد الدخان) قام مسيحيو المدينة بنهب ممتلكات اليهود الثمينة التي لم تتأثر بالنيران. دُمر، في تلك الفترة، 510 تجمع لليهود، وأقدم بعض أفراد هذه التجمعات على قتل أنفسهم تجنبًا للوقوع ضحية للاضطهاد. في ربيع عام 1349، تعرض التجمع اليهودي في مدينة فرانكفورت أم ماين للإبادة، وتبع ذلك القضاء على التجمعات اليهودية في مدينتي ماينتس وكولونيا. حاول يهود مدينة ماينتس، البالغ عددهم 3000 شخص، الدفاع عن أنفسهم وتمكنوا من صد الهجوم المسيحي بشكل مؤقت، لكن، سرعان ما تمكن المسيحيون من اكتساح المدينة وإبادة جميع يهودييها.
رُميت جثث اليهود، في مدينة شباير الألمانية، داخل براميل النبيذ وأُلقيت بعدها في نهر الراين. انتهت أسوأ حالات العنف بحق اليهود في الراينلاند بحلول نهاية عام 1349. بالمقابل، بدأت في نفس الفترة تقريبًا وتيرة المجازر بحق اليهود في مدن الرابطة الهانزية، الواقعة على ساحل بحر البلطيق وفي أوروبا الشرقية، بالتصاعد. وصل عدد مذابح اليهود بحلول عام 1351 إلى 350 مذبحة، وتعرض 60 تجمع يهودي رئيسي، إضافة إلى 150 تجمع آخر صغير، للإبادة بشكل كامل. تسببت هذه المجازر بنزوح جماعي ليهود أوروبا الشمالية باتجاه الشرق، تحديدًا نحو بولندا وليتوانيا، وبقوا هناك لستة قرون لاحقة. منح ملك بولندا، كازيمير الثالث الأعظم، النازحين الملجأ والحماية بما يتوافق مع مراسيمه السابقة المتعلقة باليهود. في 9 أكتوبر من عام 1334، عاد كازيمير ليؤكد على الامتيازات التي سبق لملك بولندا، بوليسوف الخامس الورع، أن منحها لليهود في عام 1264. حظر كازيمير خطف الأطفال اليهود لفرض المعمودية المسيحية تحت عقوبة الإعدام، وفرض عقوبات شديدة على كل من يدنس المقابر اليهودي عُرف عن الملك كازيمير تعاطفه مع اليهود، وحماسه للاستفادة من إمكانياتهم الاقتصادية.